# Ernest Henry Nickel
Ernest Henry Nickel, detto Ernie (nato Ernst Heinrich Nickel; St. Catharines, 31 agosto 1925 – 18 luglio 2009), è stato un mineralogista canadese naturalizzato australiano. È meglio conosciuto come editore della nona edizione della classificazione Nickel-Strunz insieme a Karl Hugo Strunz.